# Chicago Defender
Il Chicago Defender è una testata giornalistica di Chicago fondata nel 1905 da un afroamericano e destinata principalmente alle comunità afroamericane locali.
Tra il 1919 e il 1922, il Defender attrasse diversi talenti giornalistici quali Langston Hughes e Gwendolyn Brooks. Successivamente, Willard Motley scrisse per esso.
Nel 1956 il quotidiano passò da settimanale a giornaliero assumendo il nome di The Chicago Daily Defender, per poi tornare all'edizione settimanale a partire dal 2003.